# ウィザードリィ 〜DIMGUIL〜
『ウィザードリィ 〜DIMGUIL〜』（-ディンギル）は、アクセスが開発し、アスキーが2000年に発売したコンピュータゲームである。
「外伝」とは銘打たれていないが、『外伝IV』のキャラクターをパスワードの入力によって「転生」できる事などから、実質的な外伝シリーズと見られている。中森明菜の「月の微笑」が主題歌として起用され、同楽曲を収録したサウンドトラック『ウィザードリィ 〜DIMGUIL〜 ORIGINAL SOUND TRACK』は本作に先行する形で発売された。

## 内容
プレイヤーは11種類の種族と14種類の職業、性別、性格を選択する。その後にポイントを振り分けて冒険者を作成しパーティーを組んで迷宮を探索する。迷宮に現れるモンスターを倒し、経験値やゴールド、アイテムを手に入れてパーティーを強化し目的を果たす。
シナリオは水上都市ガイネスを舞台としたオリジナル作品となっている。また、倒した事のあるモンスターはモンスター図鑑に登録され、迷宮から持ち帰ったアイテムは"ポルタック商店"に納めるとアイテムカタログに登録される。
本作では他の冒険者パーティーと交流したり、戦ったりすることもできる。
また、本作では、桃太郎に似た風貌のフォンタナをはじめとする、ユニークなNPCが登場するほか、プレイヤー側のパーティーメンバーの内容やNPCの属性によって会話の中身が変化する仕組みが取られている。たとえば、ドワーフのNPCであるバルボの場合、プレイヤーと初めて会った際は荒々しい態度で接するのに対し、属性が変化した後ではプレイヤーに対して丁寧に接する。
今作ではミニゲームとして「カードバトル」が用意されており、その際、ソフトに添付されているモンスターカードに書かれているパスワード（古代文字）を入力すると、そのモンスターがカードバトルで使えるようになっていた。モンスターカードは、アスキー移植版では毎回のようにソフトに添付されているお馴染みのものであるが、このカードバトルによって、ついに添付カードとゲーム本編との連動が成されることになった。
ゲームシステム面では、マップ上の敵が召喚陣のグラフィックとして視認出来るようになり、戦闘前にセーブをしておくことが容易になった。このシステムには賛否両論があるが、ストーリーをクリアするだけなら、初心者には与しやすい難易度になっている。
一方で、本来の目的を達成したプレイヤーのための裏ダンジョン「ドラゴンの洞窟」も用意されており、最深奥にはボスキャラクターである「ダイアモンドドレイク」が待ち受けている。

### あらすじ
カーラ湖という大きな湖には、城塞都市・ガイネスという島があり、そこでは毎年巫女が「カーラ・アコル神殿」の祭壇で祈りをささげる儀式が行われれていた。
ところが、ある時怪物が現れ、巫女が攫われる。同時期、湖の水が濁り、市内にはモンスターが現れるようになった。事態を重く見たガイネス王が、巫女を救出した者に褒美を授けるというおふれを出したことにより、多くの冒険者たちがガイネスに詰めかける。

## 制作

### 背景・スタッフィング
本作は実質的にはアスキー版『外伝』シリーズの流れを汲んでいるものの、いくつかの理由からタイトルに「外伝」の文字が外されている。一つは、当時のアスキーは経営状況が厳しく、それをしのぐために毎年のように『ダービースタリオン』シリーズの新作を出しており、プログラマの金田剛を含む『外伝』のスタッフの大半が『ダービースタリオン』の開発に駆り出されていたことである。徳永剛は4Gamer.netとのチャットインタビューの中で「恐らくですが，開発スタッフも様変わりしていたので，外伝の看板を外したのかなと。」と推測すると同時に、自身も別件で忙しかったことも理由の一つとして挙げている。
本作のプロジェクト発足当初、徳永はシナリオのみを担当し、ディレクションは他のスタッフが担当する予定だった。ところが、様々な事情により、最終的には徳永がディレクターを兼任する形となった。音楽の作曲は藤原いくろうが手掛けており、藤原と接点のあった中森明菜が主題歌に起用された。

### 開発
徳永は、マヤ文明をはじめとする中南米の文化と西洋のモンスター、他の惑星の生物との融合を取り入れる形で世界観を構築している。徳永はアスキー版『外伝』から行ってきた試行錯誤の延長線上にあるとしたうえで、「原画の諏訪原（寛幸）さんのお力もあって、和でも洋でもない異文化の世界観を作れたと思います。」とGame*Sparkの竜神橋わたるとのインタビューの中で話している。
また、本作では、パーティー戦闘が導入された。徳永は竜神橋とのインタビューの中でパーティーの配置からバトルシステムを構築した記憶があると話している。
また、徳永は「『モンスターにも知能はある』という観点から行動パターンを作っていったのも挑戦でした。」とも話しており、行動パターンに幅を持たせつつも戦略性を考慮したものの、少しやりすぎてしまったと振り返っている。
序盤にボスキャラクターとして登場する四柱神は、プレイヤーに死の恐怖を味わってほしいという徳永の考えから、レベル1では絶対に倒せない強さに設定された。逆に、最終ボスは「未完成な存在である」という設定を反映させるため、あえて弱めに設定された。また、インタビューアーの竜神橋から「個人的には中盤以降はこちらのレベルが上がるのに合わせて緩やかに難易度が下がっている印象でしたが、意図的なものだったのでしょうか。」と尋ねられた際、徳永は「特に指示は出していない」としたうえで、「不思議な迷宮を探索し、秘密を解き明かすという面を強調したかったのかもしれません。[後略]」と推測している。なお、ファイヤーゴーレムを倒した場合、そのままラスボスへ直行できるルートを用意した理由について徳永は、「私の作品のスタイルには、『力こそ全て』、『力があればクエストなど無視できるだろ』という考えが根底にあります。そこから転じて、本編と異なるBルートを用意しました。」と話している。
キャラクターのセッティングにおいては、職業のイメージから呪文や技能を構築するという手法がとられ、バランスを取るのに苦労したと徳永は振り返っている。徳永は呪文のネーミングにも苦労したと話しており、その例としてアルケミストの呪文に「オスロ」を用意してしまったことを挙げている。
本作においては、NPCのキャラクター性も強化する方針が立てられ、NPC専用のライターが用意されたほか、NPCにも物語を語らせるというコンセプトの下でテキスト調整が施された。その理由について、徳永は迷宮を攻略している途中で他のパーティーに出会ったらどのような感じになるだろうと考えたことがきっかけであると竜神橋とのインタビューの中で話している。
当初は通常のNPCのように同じ会話を何度もさせるということも考えられたが、それでは違和感がであるため、せめて挨拶だけでもチェックしようという考えから、パーティーメンバーの内容やNPCの属性の変化に合わせてNPCの会話が変わるという仕組みが取られた。
裏ダンジョンである「ドラゴンの洞窟」は、「本編中で宝箱から強力なアイテムを集めた際に、ストーリーを抜きにして、純粋に強くなった自分を試せる場所がほしい」という徳永の考えから導入された。徳永は導入にあたり、本編クリア済みのプレイヤーが序盤で絶望を感じるような難易度にしつつも、得られる経験値を莫大にしてほしいと調整担当者に頼んだと振り返っている。
ミニゲームの「カードバトル」は、アスキー移植版に付属しているモンスターカードを活用したいという考えから導入された。

#### 反響（DIMGUL）
ライターの竜神橋わたるは、イードの運営するニュースサイト・Game*Sparkの年末企画記事の中で、本作の裏ダンジョンのボスである「ダイアモンドドレイク」がインターネットのコミュニティにおいてRPG界隈最強のボスキャラとして認知されていると述べている。また、竜神橋は中森明菜が歌う主題歌が作品に現実味を与えていると評価している。